# Parasteatoda transipora
Parasteatoda transipora là một loài nhện trong họ Theridiidae.
Loài này thuộc chi Parasteatoda. Parasteatoda transipora được miêu tả năm 1992 bởi Zhu & Zhang.